# 甲冑パンツ
甲冑パンツは、ログイン株式会社が2008年から発売している男性用下着。武将の甲冑が意識されたデザインで、戦国武将ブームや著名人の着用などによって話題となった。

## 概要
戦国武将の甲冑をモチーフにしたデザインの男性用下着。股下約20cmで、武将の旗印や鎧の佩楯をイメージした図柄があしらわれ、医療用包帯を改良した生地が使われている。
考案者の野木志郎は実家の女性用下着メーカーで営業として勤めていたが、2002 FIFAワールドカップ日本対ロシア戦を観戦した際、稲本潤一が決勝点となるゴールを決めたのを間近で見たことで、男性用勝負下着の商品化を決意。最初に取り組んだのは、股間の蒸れを解消するパンツで、医療用包帯の通気性と伸縮性に着目し、5年の歳月をかけて素材を改良、商品化を行なった。2006年に実家から独立して「ログイン」を設立。翌年11月に「包帯パンツ」として販売したが、売り上げは伸びなかった。
もともと歴史好きだった野木は、「包帯パンツ」シリーズの一環として戦国武将の甲冑柄のプリントを施した製品を考案。2008年12月に販売を開始し、初回分は2週間で完売。アスリートによる着用が報道されたことや戦国武将ブームの影響もあり、2009年には年間2万枚の売り上げをあげた。購入者の8-9割が女性で、男性へのプレゼント目的だとという。

### 著名人の使用例
- プロ野球選手が勝負下着として使用していたことが知られており、2009年のWBCで監督を務めた原辰徳が試合の際に着用していたとされる[8]。また、元プロ野球選手の高橋尚成は引退後にブログで、読売ジャイアンツ時代に特注サイズの甲冑パンツを使用していたことを明かした[9]。
- アメリカ合衆国の歌手・マドンナのワールドライブツアー「Rebel Heart Tour」の中で、男性バックダンサーの衣装として採用された[10]。
- プロボクサーの内山高志が、2010年に行われたWBA世界スーパーフェザー級王座決定戦に挑戦する際、試合前の計量と試合当日に甲冑パンツを使用した[8][11]。